# Mohamed Ouaadi
Mohamed Ouaadi (* 1. Januar 1969 in Tiznit) ist ein französischer Marathonläufer marokkanischer Herkunft.
Durch seinen Dienst in der Fremdenlegion wurde er französischer Staatsbürger. 1998 wurde er nationaler Meister im Halbmarathon, belegte bei den Halbmarathon-Weltmeisterschaften in Uster den 26. Platz in 1:02:29 h und gewann den Reims-Marathon in 2:09:54 h. Im Jahr darauf kam er beim Marathon der Leichtathletik-Weltmeisterschaften in Sevilla auf den 23. Platz und wurde Zweiter beim Fukuoka-Marathon in 2:07:55 h. 
2000 siegte er beim Paris-Marathon in 2:08:49 h und wurde Achter bei den Olympischen Spielen in Sydney. 
Einem vierten Platz beim Chicago-Marathon 2001 folgte 2002 ein zweiter beim Biwa-See- und ein vierter beim New-York-City-Marathon. 2005 wurde er Neunter beim Boston-Marathon, 2006 Fünfter beim Beppu-Ōita-Marathon. 2002 wurde er französischer Meister im 10-km-Straßenlauf.
Mohamed Ouaadi ist 1,72 m groß und wiegt 56 kg. Er wird von Claude Minni trainiert und startet für Olympique de Marseille Athlétisme.

## Persönliche Bestzeiten
- 10.000 m: 28:33,59 min, 5. Juni 2002, Marseille
- Halbmarathon: 1:02:29 h, 27. September 1998, Uster
- Marathon: 2:07:55 h, 5. Dezember 1999, Fukuoka